# Ландау
Ландау (на немски: Landau) е град, който се намира в област Рейнланд-Пфалц, Германия. Градът е част от Метрополен регион Рейн-Некар. Университетски град и културен център от регионално значение. Обграден е от лозя и е част Палатинатския винен район и от т. нар. Немски път на виното.
Първите сведения за Ландау датират от 1106 г. През 1276 г. е създаден августински манастир. През 1291 г. кралят на Германия Рудолф I обявява града за свободен имперски град. Между 1680 и 1815 г. е част от Франция, а през 1816 г. е даден на кралство Бавария. По време на Втората световна война, Ландау е важен за окупационните сили разположени във Франция.